# Porky in Strambilandia
Porky in Strambilandia (Porky in Wackyland) è un film del 1938 diretto da Robert Clampett. È un cortometraggio d'animazione della serie Looney Tunes, uscito negli Stati Uniti il 24 settembre 1938. In questo film Porky Pig va a caccia dell'ultimo dodo attraverso un paese surreale dell'Africa per intascare un'enorme taglia.
Nel 2000 il film fu ritenuto "culturalmente, storicamente o esteticamente significativo" dalla Biblioteca del Congresso e selezionato per la conservazione nel National Film Registry. Nel 1949 Friz Freleng ne diresse un remake a colori intitolato L'ultimo dei Do-do.

## Trama
Porky vola nell'"Africa nerissima" per catturare il raro uccello dodo, che vale quattro sestilioni di dollari. Una volta atterrato, un cartello lo avvisa che si trova in Strambilandia, un paese surreale abitato da creature stravaganti nell'aspetto e nel comportamento (molte delle quali sono citazioni della cultura popolare degli anni trenta). Tra queste, Porky riesce finalmente a trovare il dodo Yoyo Dodo e cerca di catturarlo, ma quest'ultimo gli sfugge sempre grazie a trucchi magici.
Porky decide allora di battere Yoyo in astuzia e, travestitosi da strillone di Strambilandia, finge che sia uscita la notizia della cattura del dodo. Quest'ultimo si distrae e Porky, smascheratosi, lo colpisce con un martello e lo cattura. Il maialino inizia a festeggiare la cattura dell'ultimo dodo, al che quest'ultimo dimostra di non esserlo affatto, chiamando a sé una moltitudine di suoi simili.

## Distribuzione

### Edizione italiana
Il corto fu distribuito in Italia direttamente in DVD nel 2005; il doppiaggio fu eseguito dalla Time Out Cin.ca. Non essendo stata registrata una colonna internazionale, fu sostituita la musica presente durante i dialoghi. Fu anche aggiunta una battuta di Porky, in cui legge il cartello di Strambilandia in italiano, mentre non furono doppiati i dodo che alla fine urlano "Yeah, man!".

### Edizioni home video

#### VHS
America del Nord
- Looney Tunes: The Collector's Edition Vol. 7 (1999)

#### Laserdisc
- Ham on Wry: The Porky Pig Laser Collection (10 marzo 1993)

#### DVD e Blu-ray Disc
Il corto fu pubblicato in DVD-Video in America del Nord nel terzo disco della raccolta Looney Tunes Golden Collection: Volume 2 (intitolato Tweety and Sylvester and Friends) distribuita il 2 novembre 2004, in cui è visibile anche con un commento audio di Michael Barrier che include anche una breve intervista d'archivio a Clampett; il DVD fu pubblicato in Italia il 16 marzo 2005 nella collana Looney Tunes Collection, col titolo Titti e Silvestro. In America del Nord fu inserito anche nel primo disco della raccolta DVD Looney Tunes Spotlight Collection Volume 2, uscita il 2 novembre 2004. Fu poi incluso (nuovamente con il commento audio) nel secondo disco della raccolta Blu-ray Disc e DVD Looney Tunes Platinum Collection: Volume Two, uscita in America del Nord il 16 ottobre 2012. Infine fu incluso (nuovamente col commento audio) nel terzo disco della raccolta DVD Porky Pig 101, uscita il 19 settembre 2017.

## Accoglienza
Nel suo libro del 1988 That's All Folks! The Art of Warner Bros. Animation, lo storico dell'animazione Steve Schneider scrive che con questo cortometraggio "il signore del malgoverno dei cartoni animati, Clampett, ha stabilito in modo definitivo che nell'animazione il realismo è irrilevante". In seguito il film fu selezionato per l'inclusione nel libro di Jerry Beck The 100 Greatest Looney Tunes Cartoons; in tale occasione Schneider scrisse: "Non una semplice Looney Tune, Porky in Strambilandia fu il proclama di emancipazione della Warner Bros. Basandosi sulle scricchiolanti libertà inaugurate dal regista Tex Avery, qui Bob Clampett deride e distrugge le convenzioni (realismo, letteralismo, infantilismo, leziosità e peggio ancora) che, con l'ascesa della Disney, erano arrivate a caramellare i cartoni animati. Ricordandoci gli orizzonti dell'animazione (vale a dire nessuno) questo film in cui tutto è permesso illustra l'idea di Sigmund Freud secondo cui l'umorismo nasce dalla rottura dei tabù. E rompere i tabù è qualcosa per cui l'animazione, con la sua libertà illimitata, è dotata di un dono unico."
Nel 1994 il corto si classificò all'ottavo posto nel libro di Beck The 50 Greatest Cartoons. John Grant, nel suo libro del 2001 Masters of Animation, scrive che "questo cortometraggio, nel suo effetto cumulativo, è più selvaggiamente inventivo anche di qualsiasi cosa Avery avesse prodotto per i Warner".

## Influenza culturale
Gran parte della sequenza di Strambilandia fu adattata e riutilizzata da Clampett per l'inclusione nel suo cortometraggio Tin Pan Alley Cats (1943). Yoyo Dodo appare all'inizio del film Chi ha incastrato Roger Rabbit (1988), nonché in alcuni fumetti Looney Tunes editi dalla DC Comics (nei quali è a livelli di grigio anziché a colori). Suo figlio Gogo Dodo è uno dei personaggi della serie animata anni novanta I favolosi Tiny, ed è l'unico personaggio della serie ad essere un parente diretto di uno dei Looney Tunes. Una breve clip del film viene utilizzata in "Situazione critica", primo segmento del 36º episodio della serie Animaniacs, dove fa parte di un laserdisc falso. Yoyo appare anche nel videogioco per Wii Looney Tunes: Acme Arsenal, dove gli viene dato per la prima volta il suo nome proprio. Il personaggio appare anche in due cortometraggi derivati dalla serie televisiva Looney Tunes Cartoons: Happy Birthday Bugs Bunny! (2020) e Daffy in Wackyland (2023), quest'ultimo ispirato direttamente al film e trasmesso come ultimo episodio della serie il 13 giugno 2024.